# 폴린 아카르
폴린 아카르(Pauline Acquart, 1992년 12월 17일 ~ )는 프랑스의 배우이다.

## 출연 작품
- 줄리엣의 친구들 (2016)
- 미스 임파서블 (2016)
- 디 엣지 (2010)
- 워터 릴리스 (2007)